# Stewartia villosa
Stewartia villosa är en tvåhjärtbladig växtart som beskrevs av Elmer Drew Merrill. Stewartia villosa ingår i släktet Stewartia och familjen Theaceae.

## Underarter
Arten delas in i följande underarter:
- S. v. kwangtungensis
- S. v. serrata